# Kłobuck (gmina)

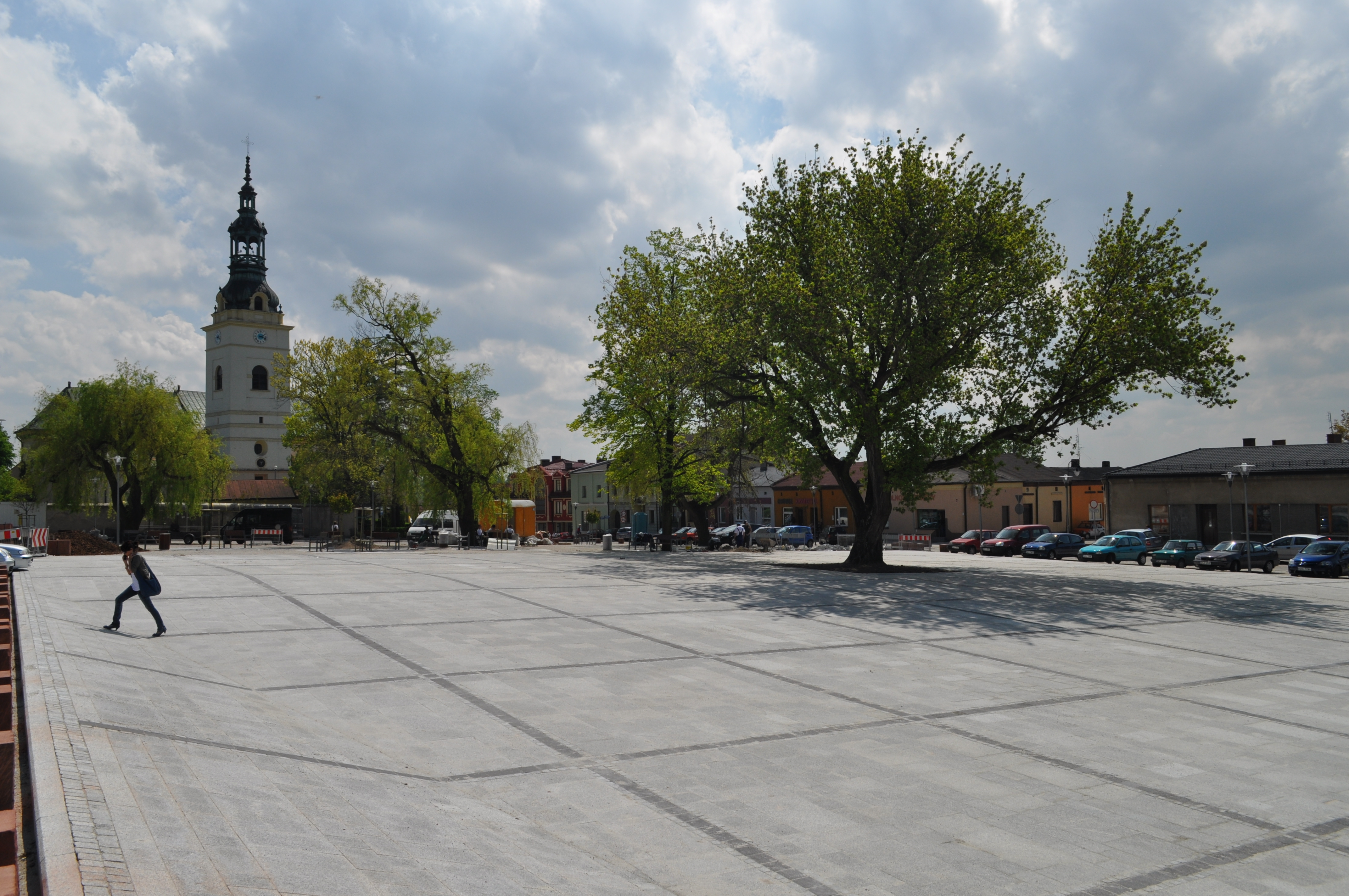
Rynek w Kłobucku

Kłobuck – gmina miejsko-wiejska w województwie śląskim, w powiecie kłobuckim. W latach 1975–1998 gmina położona była w województwie częstochowskim.
Siedzibą gminy jest Kłobuck. Gmina należy do Lokalnej Grupy Działania realizującej projekt „Zielony Wierzchołek Śląska”.
Według danych z 23 października 2023 roku gminę zamieszkiwały 19 954 osoby.

## Geografia
Najwyższym wzniesieniem na terenie gminy jest Dębowa Góra, znajdująca się 284,6 m n.p.m..

## Struktura powierzchni
Według danych z roku 2008 gmina Kłobuck ma obszar 130,40 km², w tym:
- użytki rolne: 64%
- użytki leśne: 26%

Powierzchnia gminy stanowi 14,67% powierzchni powiatu.

## Demografia

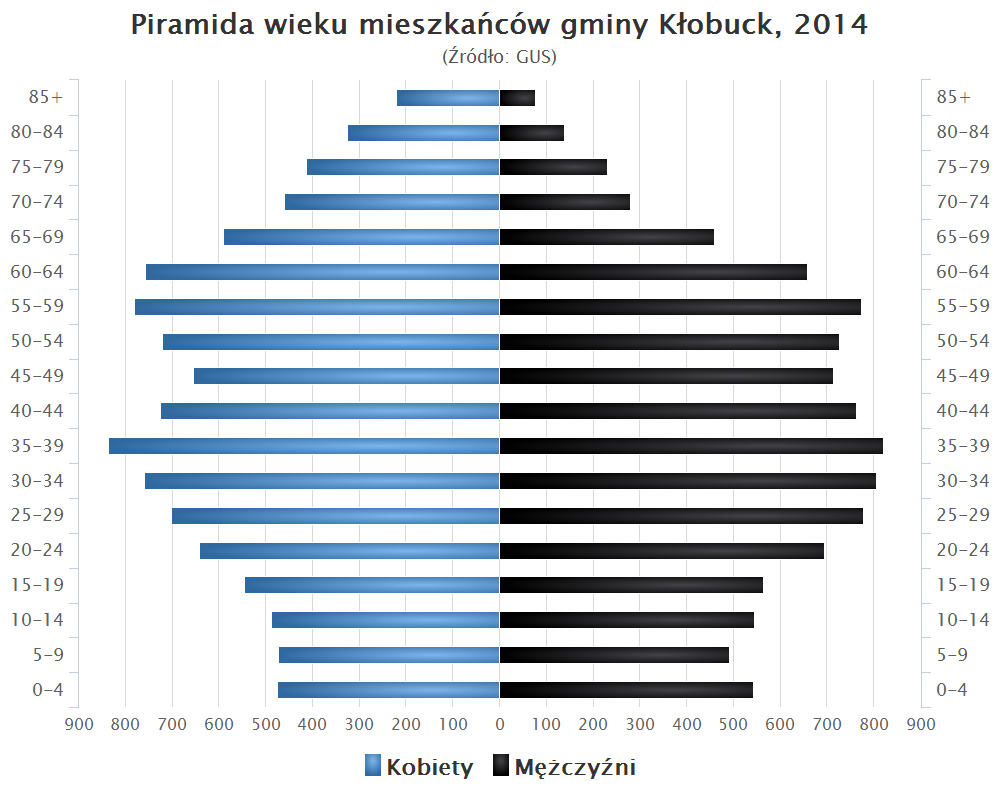
Piramida wieku mieszkańców gminy Kłobuck w 2014 roku

Dane z 23 października 2023:
| Opis                              | Ogółem | Ogółem | Kobiety | Kobiety | Mężczyźni | Mężczyźni |
| --------------------------------- | ------ | ------ | ------- | ------- | --------- | --------- |
| jednostka                         | osób   | %      | osób    | %       | osób      | %         |
| populacja                         | 19 383 | 100    | 9 947   | 51,32   | 9436      | 48,68     |
| gęstość zaludnienia (mieszk./km²) | 156,45 | 156,45 | 80,59   | 80,59   | 75,85     | 75,85     |

## Miejscowości sołeckie
Biała, Borowianka, Gruszewnia, Kamyk, Kopiec, Lgota, Libidza, Łobodno, Nowa Wieś, Rybno.

## Sąsiednie gminy
Częstochowa, Miedźno, Mykanów, Opatów, Wręczyca Wielka